# Орлово (Хасковская область)
Орлово (болг. Орлово) — село в Болгарии. Находится в Хасковской области, входит в общину Хасково. Население составляет 530 человек.

## Политическая ситуация
В местном кметстве Орлово, в состав которого входит Орлово, должность кмета (старосты) исполняет Георги Златков Георгиев («Болгары Хасково») по результатам выборов правления кметства.
Кмет (мэр) общины Хасково — Георги Иванов Иванов (коалиция партий: партия «Родина», демократический союз «Радикалы») по результатам выборов в правление общины.